# Wiener Außenring Autobahn
Wiener Außenring Autobahn (Wiedeńska Zewnętrzna Obwodnica Autostradowa) oraz Allander Autobahn (autostrada Allandzka) – autostrada nr 21 w Austrii w ciągu trasy europejskiej E60.
Autostrada łączy autostradę A1 z A2 w pobliżu Wiednia i stanowi południowo-zachodni fragment budowanej Zewnętrznej Obwodnicy Wiednia. Początkowo autostrada miała prowadzić dalej na wschód do autostrady A4 w okolicach węzła Schwechat. Plany zostały zmienione i połączenie A2/A4 jest realizowane jako droga ekspresowa S1 po innym śladzie.
Autostrada była planowana już w latach 30. XX wieku. Budowę rozpoczęto w 1940 i zaraz później przerwano. Do budowy powrócono na początku lat 60. XX wieku wraz z budową A2 (w 1962 oddano jedną nitkę odcinka Brunn am Gebirge – Vösendorf służącą jako zjazd z autostrady A2). Całą autostradę ukończono w latach 1971–1982.
Odcinki autostrady w pobliżu A1 i A2 są najbardziej stromymi odcinkami autostrad w Austrii. Podczas złych warunków atmosferycznych samochody ciężarowe mają obowiązek używania łańcuchów na tych odcinkach.